# Kroatiska nationalteatern i Osijek
Kroatiska nationalteatern i Osijek (kroatiska: Hrvatsko narodno kazalište u Osijeku, förkortat HNK Osijek) är ett teaterhus och teater i Osijek i Kroatien. Den är en av Kroatiens sex nationalteatrar och den främsta teatern i Slavonien. 
Byggnaden uppfördes i historicistisk stil 1866 enligt ritningar av den lokala arkitekten Karlo Klausner. Dess interiör bär stildrag från barocken.

## Historik
1735, innan uppförandet av det nuvarande teaterhuset, hölls den första teaterföreställningen i Osijek i jesuiternas klassiska gymnasium. Den 31 december 1866 invigdes det nya teaterhuset för att hysa gästspelande teatergrupper. Den 7 december 1907 blev teaterhuset permanent säte för Kroatiska nationalteatern och denna händelse markerar början på Osijeks organiserade teaterliv.
Sedan uppförandet har byggnaden renoverats flera gånger men det var först 1985 som den genomgick en mer omfattande renovering. I inledningen av det kroatiska självständighetskriget den 16 november 1991 kom byggnaden att skadas svårt sedan den bombats av JNA. Den omfattande renoveringen 1994 kom dock att återsälla byggnadens forna glans och vid den officiella återinvigningen den 27 december 1994 deltog Kroatiens dåvarande president Franjo Tuđman.

### Fotnoter
1. 1 2 3  Hnk-osijek.hr Arkiverad 6 augusti 2012 hämtat från the Wayback Machine. - Teaterns officiella webbplats (kroatiska) (kroatiska)